# نيل أوستين
نيل أوستين (بالإنجليزية: Neill Austin)‏ هو سياسي نيوزلندي، ولد في 12 ديسمبر 1924، وتوفي في 24 يونيو 2008. انتخب عضو مجلس النواب النيوزيلندي.